# Gallatin (Missouri)
Gallatin è un comune degli Stati Uniti d'America, situato nello Stato del Missouri, nella contea di Daviess, della quale è il capoluogo.